# Soragna
Soragna es un municipio situado en el territorio de la provincia de Parma, en Emilia-Romaña (Italia).

## Demografía
| Gráfica de evolución demográfica de Soragna entre 1861 y 2020 |
|                                                               |
| Fuente ISTAT - Elaboración gráfica de Wikipedia               |